# Alcaloide tropanico

Tropano

Gli alcaloidi tropanici costituiscono un gruppo di alcaloidi e metaboliti secondari che contengono un anello tropanico nella loro struttura chimica. Tra i principali vi sono atropina, iosciamina e scopolamina.
Tali alcaloidi si rinvengono principalmente nelle piante della famiglia Solanaceae, ma anche nelle famiglie Convolvulaceae, Erythroxylaceae, Proteaceae e Rhizophoraceae.